# Monument aux morts de Basse-Terre
Le monument aux morts de Basse-Terre est un cénotaphe situé dans la commune de Basse-Terre en Guadeloupe, sur la place du Champ d'Arbaud. Il a été érigé en 1924 par Hippolyte Marius Galy en mémoire des soldats morts lors des combats de la Première Guerre mondiale et est inscrit aux monuments historiques en 2018.

## Histoire
Il est élevé en 1924 grâce à une souscription publique sur l’initiative du Gouverneur des Colonies Jocelyn Robert avec le concours du Conseil Général et des conseils municipaux
Il est inscrit au titre des monuments historiques par arrêté du 1er mars 2018.